# Wyroby z drewna

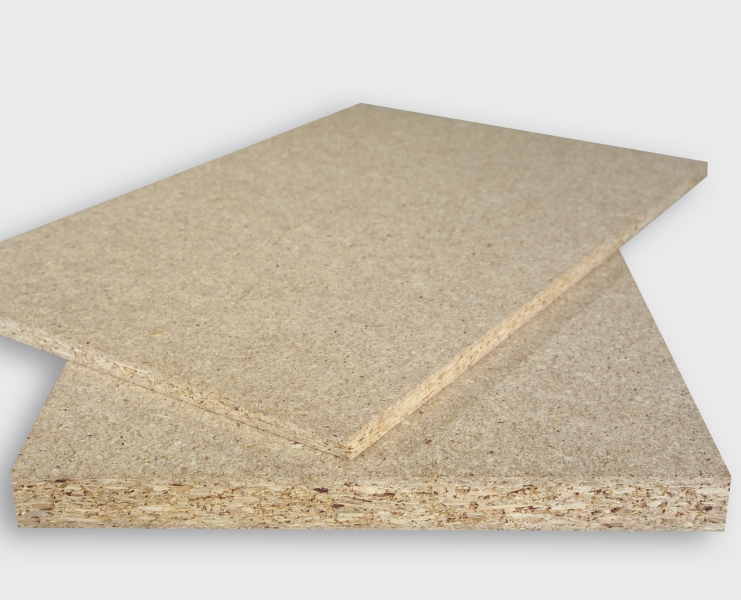
Wyroby z drewna

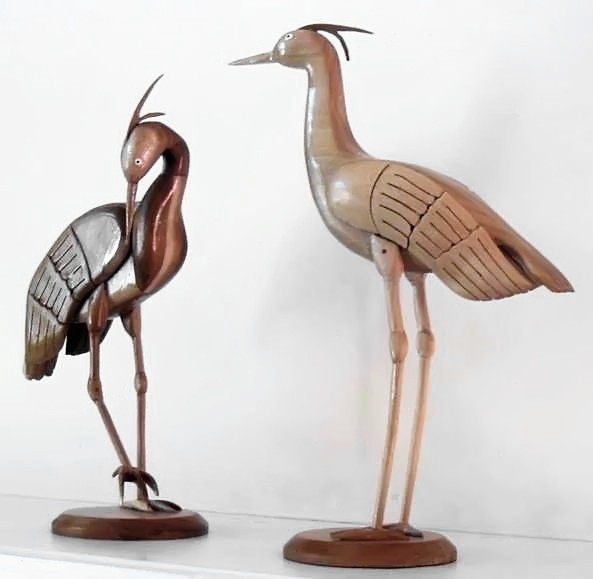
Wyroby z drewna (ang. woodwork)

Wyroby z drewna – materiały otrzymywane z drewna lub jego odpadów.

## Drewno klejone (klejonka)
Jest stosowane jako materiał konstrukcyjny pozwalający na wykonywanie przekryć o dużej rozpiętości, nawet ponad 100 m (wiązar) oraz stosowany wtedy gdy konieczna jest wysoka jednorodność materiału (np. stolarka okienna). Drewno klejone powstaje poprzez sklejenie ze sobą warstw drewna o grubości zwykle od 5 do 50 mm. Grubość tych warstw zależy od przeznaczenia i od koniecznego promienia wygięcia elementu końcowego. Drewno klejone jest często w trakcie klejenia formowane w krzywizny, jakich nie można osiągnąć z drewna litego. Poszczególne warstwy tworzą połączone wzdłużnie na złącze palczaste deski, z których usunięto części mające wady – pęknięcia, chore sęki itd.

## Fornir
Jest to cienki płat drewna o grubości od 0,4 do 2,5 mm. Najcieńsze forniry – okleiny (od 0,4 do 1 mm) są używane do wykańczania, w celu nadania ładniejszego, szlachetniejszego wyglądu drewna i zazwyczaj są lepsze gatunkowo od obłogów. Obłogi – grubszy rodzaj forniru (od 2,6 do 6 mm), służą jako elementy do produkcji sklejki oraz jako okleina pod malowanie klejące. Forniry otrzymywane są przez skrawanie obwodowe, mimośrodowe lub płaskie większych kawałków drewna. Wybór techniki skrawania ma wpływ na rysunek, w jaki układają się słoje.

## Sklejka
Jest to płyta sklejona z nieparzystej liczby fornirów. Podczas klejenia kolejne warstwy forniru układa się tak, aby włókna przebiegały pod kątem prostym. Daje to znaczną poprawę parametrów mechanicznych sklejki. W budownictwie sklejkę stosuje się przede wszystkim przy wykonywaniu robót stolarskich i przy wykonywaniu deskowania elementów betonowych.
Proces technologiczny produkcji sklejki:
- kompletowanie wsadów
- nakładanie kleju
- prasowanie
- formatyzowanie
- sortowanie

## Płyta pilśniowa
Płyty pilśniowe są materiałem płytowym o grubości ≥1,5 mm wytwarzanym z zastosowaniem ciepła lub ciśnienia, przy czym wiązania w tym materiale uzyskuje się w wyniku spilśnienia włókien i ich naturalnych właściwości adhezyjnych oraz przez dodanie kleju syntetycznego.

## Płyta wiórowa
Płyty te są warstwowym tworzywem drzewnym. Powstałe przez sprasowanie przy podwyższonej temperaturze i ciśnieniu z małych cząstek drewna jak; wióry drzewne, strugarskie, trociny, wafer, wióry pasmowe lub innych cząstek lignocelulozowych np. paździerzy konopnych, lnianych przy użyciu środków klejących.
Podział ze względu na sposób wytwarzania:
- płasko prasowane,
- za pomocą prasy walcowej,
- wytłaczane (prasa korbowa){z kanałami rurowymi i bez kanałów}

Podział ze względu na stan powierzchni głównej:
- nieszlifowane,
- szlifowane lub strugane,
- powlekane,
- oklejane fornirami,
- laminowane

Podział ze względu na wielkość i kształt sklejanych cząstek:
- z mikrowiórów,
- z makrowiórów,
- pł. paździerzowe,
- pł. waferboard (wielkopłatkowe),
- pł. OSB (ang. oriented strand board)

Podział płyt:
- jednowarstwowe,
- wielowarstwowe (3 i 5 warstwowe),
- frakcjonowane (gęstość pł. frakcjonowanych zmniejsza się stopniowo od strefy przypowierzchniowej do środkowej)

Podział ze względu na gęstość płyty:
- lekkie (do 500 kg/m³)
- średnio-ciężkie (500–750 kg/m³)
- ciężkie (powyżej 750 kg/m³)

Podział ze względu grubość:
- cienkie poniżej 7 mm
- średniej grubości 7–25 mm
- grube powyżej 25 mm

Podział ze względu na przeznaczenie:
- ogólnego przeznaczenia
- specjalnego przeznaczenia

Proces technologiczny produkcji płyt wiórowych:
1. przygotowanie wiórów
2. suszenie
3. zaklejanie
4. formowanie kobierca
5. prasowanie
6. wykończanie

## Płyty LDF, MDF i HDF
Płyty LDF, MDF i HDF są to płyty drewnopochodne nowszej generacji. Produkowane są z włókien drzewnych klejonych w podwyższonej temperaturze i ciśnieniu. Otrzymany materiał ma jednorodny przekrój. Jest twardy, może być wykańczany okleinami naturalnymi (fornir) lub sztucznymi albo tylko pokryty lakierem. Stosowany jest do produkcji paneli podłogowych (HDF), płyt dla przemysłu meblarskiego (MDF), do robót stolarskich (MDF) i jako fronty meblowe (MDF). Oprócz płyt, z masy można wytłaczać elementy do dekoracyjnego wykończenia powierzchni (np. listwy o różnym profilu).
- LDF (Low Density Fiberboard) – gęstość od 450 do 650 kg/m³
- MDF (Medium Density Fiberboard) – gęstość od 650 do 850 kg/m³
- HDF (High Density Fiberboard) – gęstość powyżej 850 kg/m³

## Płyta stolarska
Jest to płyta złożona z warstwy środkowej zwanej środkiem, oklejona dwiema warstwami obłogu lub arkuszami pł. pilśniowej. Podział ze względu na budowę: pełne (deszczułkowe, listewkowe, fornirowe)i pustakowe (komórkowe). Płyty mają grubość 12, 16, 18, 20, 22, 24, 28, 32 i 35 mm. Zastosowanie: meblarstwo, elementy wymiarowe w budownictwie, transport, chłodnictwo.
Proces produkcji płyty stolarskiej:
1. dzielenie surowca na deski
2. suszenie desek
3. dzielenie desek na listewki
4. podawanie listewek
5. formowanie środka z listewek
6. nanoszenie kleju
7. skrawanie forniru
8. suszenie forniru
9. cięcie forniru
10. dokładne przycinanie arkuszy
11. obłogowanie środka
12. prasowanie wstępne (na zimno)
13. prasa właściwe (na gorąca)
14. formatowanie wstęgi
15. dzielenie wstęgi na arkusze
16. szlifowanie
17. składowanie

## Materiały podłogowe
- Deski podłogowe (lite) – tarcica podłogowa, to deski zwykle o szerokości 10–20 cm, długości 2–6 m i grubości 20-40 mm. Mają najczęściej szerokość 12-15 cm i grubość 28-32 mm. Deski podłogowe z iglastych gatunków drzew są bardziej popularne, niż z liściastych.
- Deszczułki posadzkowe (parkiet) – produkowane są najczęściej z liściastych gatunków drzew. Deszczułki mają grubość w zakresie 16–22 mm.
- Płyty posadzki mozaikowej – produkowane są z liściastych gatunków drzew, z listewek o grubości 8–10 mm. Listewki układa się w zestawy o boku kwadratu, płyta złożona jest z 16 takich zestawów ułożonych w „kratkę” i naklejonych na papier. Parkiet mozaikowy układa się na twardym równym podłożu, na klej. Do podłoża przyklejana jest powierzchnia płyty bez papieru. Papier odkleja się po nawilżeniu go wodą po związaniu kleju z podłożem.
- Panele podłogowe (i ścienne) – produkowane są z płyt HDF z bardzo cienką i twardą warstwą okleiny. Układane są na twardym, równym podłożu „na sucho”. Panele łączone są na pióro i wpust.
- Kostka brukowa drewniana – produkowane z drewna iglastego (wykonuje się też z drewna liściastego, z gatunków egzotycznych posiadających bardzo dużą gęstość i twardość). Kostka miała kształt najczęściej graniastosłupa lub walca o wysokości od 60–100 mm. Układana była w halach fabrycznych, magazynowych w taki sposób, że widoczny był przekrój poprzeczny drewna. Obecnie raczej nie stosowana.